# Die Geschwister Savage
Die Geschwister Savage (Originaltitel: The Savages) ist eine US-amerikanische Tragikomödie aus dem Jahr 2007. Regie führte Tamara Jenkins, die auch das Drehbuch schrieb.

## Handlung
Die Geschwister Wendy und Jon leben in unterschiedlichen Städten im Bundesstaat New York an der Ostküste der USA. Ihren Vater Lenny haben sie seit Jahren nicht gesehen, er lebt mit seiner Lebensgefährtin Doris im sonnigen Arizona. Doris ist dement und hat einen Hauspfleger, der sich auch etwas um den alten Mann kümmert – bis auch er Zeichen von Demenz zeigt. Lenny kommt ins Krankenhaus, Wendy wird benachrichtigt.
Die Geschwister ringen mit sich. Lenny war alles andere als ein guter Vater, er hatte die beiden früh verlassen. Die Erlebnisse der Kindheit haben einen Keil zwischen die Kinder und den Vater getrieben, so dass Wendy und Jon sich nicht nur geografisch weit von ihm entfernt haben. Jon arbeitet als Dozent für Philosophie an der Universität, Wendy hält sich als Zeitarbeiterin über Wasser und schreibt Theaterstücke. Beide sind in einer Partnerschaft, aber Jon traut sich nicht, seine von Abschiebung bedrohte polnische Freundin zu heiraten, und Wendys Freund ist glücklich verheiratet mit einer anderen. Sie kommen klar, aber glücklich sind sie nicht, eher hat es den Anschein, sie seien auf emotionaler und beruflicher Ebene blockiert.
Als Doris kurz darauf stirbt, reisen die Geschwister nach Arizona, um der Beerdigung beizuwohnen. Dort eröffnen ihnen die Hinterbliebenen von Doris, dass Lenny von Doris’ Tod nichts zu erwarten habe, alles gehörte ihr, er kann nicht in das gemeinsam bewohnte Haus zurück. Wendy und Jon müssen die volle Last der Pflege ihres Vaters übernehmen. Sie besuchen ihn im Krankenhaus und beginnen, erste neue Bande zu dem alten Mann aufzubauen.
Jon findet für ihn ein sehr schlichtes Pflegeheim in Buffalo nahe Jons Haus. Den abrupten Wechsel seiner Lebensumstände vom Wüstenklima Arizonas zum eher regnerischen Klima New Yorks verkraftet Lenny verhältnismäßig gut, aber seine Demenz schreitet weiter fort. Wendy zieht vorübergehend bei Jon ein und versucht, ein besseres Heim für ihren Vater zu finden. Als ein Besuch in einem 'hübscheren' Heim kolossal fehlschlägt, macht Jon ihr klar, dass sie nicht Lenny zuliebe nach etwas Besserem sucht, sondern um ihre Schuldgefühle zu beruhigen.
Lenny fühlt sich im Heim verhältnismäßig wohl. Die Geschwister bringen sich dort stärker ein und versuchen, ihm sein Leben so angenehm wie möglich zu gestalten. Dabei gibt es immer wieder Fehleinschätzungen und Missverständnisse, die Kommunikation funktioniert nicht gut. Manchmal erkennt Lenny seine eigene Tochter nicht mehr. Bald darauf stirbt er. Wendy kehrt nach New York City zurück. Ihre Affäre mit dem verheirateten Larry scheint beendet.
Ein halbes Jahr später hat Wendy die gemeinsame Familiengeschichte in ein Theaterstück einfließen lassen und arbeitet an seiner Inszenierung in einem kleinen Theater. Auf der Durchreise zu einer Konferenz in Europa macht Jon bei den Theater-Proben einen Zwischenstopp. Es stellt sich heraus, dass er seine Freundin in Polen wiedersehen und ihre Familie kennenlernen wird. Der Film endet mit einer Szene der joggenden Wendy, im Schlepptau den frisch operierten Hund von Larry, den dieser eigentlich einschläfern wollte.

## Kritiken
Todd McCarthy schrieb in der Zeitschrift Variety vom 21. Januar 2007, Tamara Jenkins beobachte klug, treffend und mit Humor die Dynamik der Beziehung von zwei Geschwistern, die gezwungen seien, sich um den Vater zu kümmern. Die Darstellungen von Laura Linney und Philip Seymour Hoffman seien „ausgezeichnet“. Zahlreiche Zuschauer könnten die vielen Szenen in einem Pflegeheim bedrückend empfinden.

## Auszeichnungen
Tamara Jenkins gewann im Jahr 2007 für das Drehbuch einen Preis des Flanders International Film Festivals. Der Film wurde für den Grand Prix des gleichen Festivals nominiert. Bei der Verleihung der Independent Spirit Awards 2008 ist der Film in den Kategorien Regie, Hauptdarsteller (Philip Seymour Hoffman), Drehbuch und Kamera vertreten. Bei den Satellite Awards 2007 erhielt Hauptdarstellerin Laura Linney eine Nominierung, bei der Bekanntgabe der Nominierungen für die Oscarverleihung 2008 wurden erneut Linney als beste Hauptdarstellerin und Jenkins für das Filmskript berücksichtigt.

## Hintergründe
Der Film wurde in Sun City (Arizona), in Buffalo (New York) und in New York City gedreht. Seine Weltpremiere fand am 19. Januar 2007 auf dem Sundance Film Festival statt. Am 10. September 2007 wurde er auf dem Toronto International Film Festival 2007 gezeigt, dem zahlreiche weitere Filmfestivals – darunter das The Times bfi London Film Festival im Oktober 2007 – folgten. Die Vorführungen in den ausgewählten Kinos der USA starteten am 28. November 2007, der Kinostart in Deutschland folgte am 24. April 2008.